# Netball aux Jeux du Commonwealth
Les compétitions de Netball  font partie du programme des Jeux du Commonwealth depuis l'édition de 1998.

## Éditions
| Édition | Ville        | Pays       | Vainqueur        | Deuxième         | Troisième        |
| ------- | ------------ | ---------- | ---------------- | ---------------- | ---------------- |
| 1998    | Kuala Lumpur | Malaisie   | Australie        | Nouvelle-Zélande | Angleterre       |
| 2002    | Manchester   | Angleterre | Australie        | Nouvelle-Zélande | Jamaïque         |
| 2006    | Melbourne    | Australie  | Nouvelle-Zélande | Australie        | Angleterre       |
| 2010    | New Delhi    | Inde       | Nouvelle-Zélande | Australie        | Angleterre       |
| 2014    | Glasgow      | Écosse     | Australie        | Nouvelle-Zélande | Jamaïque         |
| 2018    | Gold Coast   | Australie  | Angleterre       | Australie        | Jamaïque         |
| 2022    | Birmingham   | Angleterre | Australie        | Jamaïque         | Nouvelle-Zélande |
| 2026    | Glasgow      | Écosse     |                  |                  |                  |

## Records
| Nation                          | 1998 | 2002 | 2006 | 2010 | 2014 | 2018 | Nbre d'éditions |
| ------------------------------- | ---- | ---- | ---- | ---- | ---- | ---- | --------------- |
| Australie                       | 1er  | 1er  | 2e   | 2e   | 1er  | 2e   | 6               |
| Barbade                         | 8e   | 7e   | 10e  | 7e   | 11e  | 10e  | 6               |
| Canada                          | 9e   | 8e   | -    | -    | -    | -    | 2               |
| Îles Cook                       | 6e   | -    | -    | 10e  | -    | -    | 2               |
| Angleterre                      | 3e   | 4e   | 3e   | 3e   | 4e   | 1er  | 6               |
| Fidji                           | -    | 9e   | 9e   | -    | -    | 12e  | 3               |
| Inde                            | -    | -    | -    | 12e  | -    | -    | 1               |
| Jamaïque                        | 5e   | 3e   | 4e   | 4e   | 3e   | 3e   | 6               |
| Malawi                          | 7e   | -    | 6e   | 5e   | 5e   | 7e   | 5               |
| Malaisie                        | 11e  | -    | -    | -    | -    | -    | 1               |
| Nouvelle-Zélande                | 2e   | 2e   | 1er  | 1er  | 2e   | 4e   | 6               |
| Irlande du Nord                 | -    | -    | -    | -    | 7e   | 8e   | 1               |
| Papouasie-Nouvelle-Guinée       | -    | -    | -    | 11e  | -    | -    | 1               |
| Sainte-Lucie                    | -    | -    | -    | -    | 12e  | -    | 1               |
| Saint-Vincent-et-les-Grenadines | -    | -    | 12e  | -    | -    | -    | 1               |
| Samoa                           | -    | -    | 5e   | 9e   | -    | -    | 2               |
| Écosse                          | -    | -    | -    | -    | 9e   | 9e   | 2               |
| Singapour                       | -    | -    | 11e  | -    | -    | -    | 1               |
| Afrique du Sud                  | 4e   | 5e   | 7e   | 6e   | 6e   | 5e   | 6               |
| Sri Lanka                       | 12e  | 10e  | -    | -    | -    | -    | 2               |
| Trinité-et-Tobago               | -    | -    | -    | 8e   | 10e  | -    | 2               |
| Ouganda                         | -    | -    | -    | -    | -    | 6e   | 1               |
| Pays de Galles                  | 10e  | 6e   | 8e   | -    | 8e   | 11e  | 5               |
| Total                           | 12   | 10   | 12   | 12   | 12   | 12   | 70              |